# سعید تغماوی
سعید تغماوی (فرانسوی: Saïd Taghmaoui‎؛ زادهٔ ۱۹ ژوئیهٔ ۱۹۷۳) یک بازیگر سینما، هنرپیشه، و بوکسور اهل فرانسه است. برنامه‌های تلویزیونی که وی در آن نقش داشته است می‌توان به نقطه برتری، سریال لاست،جی.آی.جو: ظهور کبرا، نفرت، بادبادک‌باز، کونان بربر ، قلب من هاکبی ،زن شگفت انگیز، هیدالگو، نقشه خانوادگی، قاتل، سرباز حلبی و جان ویک: بخش ۳ - پارابلوم اشاره کرد
سعید تغماوی در یک خانواده مهاجر مراکشی در فرانسه به دنیا آمده و اکنون شهروندی فرانسه و آمریکا را دارد.